# Casa Vila de Selvanera
Casa Vila de Selvanera és una casa de Selvanera, al municipi de Torrefeta i Florejacs (Segarra), inclosa a l'Inventari del Patrimoni Arquitectònic de Catalunya.

## Descripció
Edifici de tres plantes. A la planta baixa hi ha una entrada amb porta de fusta. A la dreta hi ha un edifici adjunt a la façana. Al pis següent hi ha un balcó amb barana de ferro i, a la seva dreta, una petita finestra. Al pis següent hi ha una finestra amb ampit i llinda de pedra, on posa: Josep Viles 1637. Just a sobre hi ha una petita obertura.